# Atochem
Atochem S.A. était la filiale du groupe pétrolier Elf, spécialisée dans la chimie, plus particulièrement la chimie de spécialité et des matériaux de performance. Son siège social était situé à Paris La Défense.

## Histoire

### Origine
Avant 1939, la France ne disposait, sur son territoire métropolitain, que d'un petit gisement de pétrole situé en Alsace et exploité par la Société de Péchelbron et sa raffinerie à Herkwiller, qui est à l'origine de la société Antar, gisement qui ne fournissait que 70 000 tonnes par an pour une consommation de plus de 7 millions de tonnes. 
En 1941, la Société Nationale des Pétroles d'Aquitaine (SNPA) est créée avec pour objet l'exploitation pétrolière du Sud-Ouest de la France. En 1963, alors que s'intensifie l’exploitation du gisement de gaz de Lacq, la SNPA fonde la société Aquitaine-Plastiques, pour la synthèse de matières plastiques. En 1966, Organico, filiale de Péchiney produisant du Rilsan® (Polyamide 11), fusionne avec Aquitaine-Plastiques. La nouvelle entité prend le nom d'Aquitaine Organico.
En 1971, Aquitaine Organico réorganise sa production et l'exploitation pétrolière. L'État fonde l'Union Chimique, Elf-Aquitaine et Total Chimie, dans le groupement économique Aquitaine-Total-Organico (ATO), qui comprend 4 branches industrielles :
- ATO Chimie, production d'intermédiaires chimiques : éthylène, propylène, butadiène et benzène,
- ATO Plastiques, production de matières plastiques : polystyrène, polyéthylène et polyamide,
- ATO Emballage et ATO Bâtiment, production de matières plastiques spécifiques destinées à ces métiers.

En 1980, la situation du groupe Rhône-Poulenc, en plein plan textile, est très grave. Le groupe est contraint de vendre un pan entier de ses activités chimiques. Une nouvelle société est fondée, Chloé Chimie dont le capital est réparti entre Total (40,25%), Elf Aquitaine (40,25%) et Rhône-Poulenc (19,5%). La participation de Rhône-Poulenc n'étant que provisoire, la société revend ses parts aux autres actionnaires.
En 1982, le gouvernement socialiste de Pierre Mauroy décide de nationaliser les grands groupes chimiques et de restructurer tout le secteur de la chimie française. Il s'agit avant tout de répartir les actifs de P.C.U.K., la division chimie de Pechiney Ugine Kuhlman (PUK) en pleine déconfiture et au bord de la faillite. La société Atochem est fondée par l'intégration des sociétés Atochimie, Chloé Chimie et une grande partie de P.C.U.K.. Les installations de Fos sur Mer sont réparties entre Shell et Atochem.

### Atochem devient Elf-Atochem puis Atofina et CIP
En 1990, les activités de la division CDF-Chimie, baptisée Orkem en 1988, sont réparties arbitrairement par l'État français entre Atochem pour la pétrochimie (dérivés styréniques, produits acryliques et engrais) et Total pour les produits de spécialités (résines et peintures).
En 1994, la société Atochem renommée Elf-Atochem en 1992, est privatisée.
En avril 2000, à la suite du rachat de la compagnie pétrolière Elf par Total-Fina en 1999, les branches chimie de Total-Fina (Petrofina) et d'Elf (Elf-Atochem) fusionnent pour donner naissance à Atofina, se hissant ainsi à la 5e place mondiale de la spécialité avec un chiffre d'affaires de 15 milliards d'€uros, 25% du chiffre d'affaires consolidé du nouveau groupe TotalFinaElf.
La société Atofina, après avoir transféré toutes ses activités pétrochimiques, polyéthylène, polypropylène et styrène à Total Petrochemicals, conserve trois grands domaines :
- la chimie du chlore,
- les intermédiaires,
- les produits de performance.

Le groupe est présent en Europe, en Amérique du Nord et en Asie à travers 90 sites de production et 19 300 salariés. Il réalise un chiffre d'affaires de plus de 5 milliards d'€uros en 2003. Le 1er octobre 2004, Atofina devient provisoirement CIP avant d'être officiellement baptisé AZKEMA SA le 4 octobre 2004,.
La nouvelle entité, désormais dirigée depuis son siège déplacé à Bruxelles, ne conserve que la pétrochimie, les entreprises de spécialités : Bostik-Findley (colles et adhésifs), Atotech (métallisation), Hutchinson (élastomères), Cray Valley (résines) et les engrais. 

### Le développement de la filiale chimie du pétrolier Elf
Pour se développer, Atochem a choisi de nouer des accords de coopération avec les géants du secteur, notamment :
- British Petroleum - En 1985, la société Naphtachimie société créée de l'association entre Péchiney, Kuhlman et SGHP, démarre un atelier de production de polyéthylène phase gaz sous licence du britannique BP. En 1986,  Atochem signe un partenariat avec BP, limité à l'Europe, pour la production et la commercialisation de polypropylène, produits et dérivés utilisés dans l'automobile (tableaux de bord), l'emballage et le textile (moquettes), créant une filiale commune Appryl. Après l'union de British Petroleum avec l'américain Amoco, deuxième producteur mondial de ce plastique de base, Atochem signe un nouvel accord avec le nouveau groupe américano-britannique[7]. En 2024, Total Energies cède ses parts encore détenues dans Appryl à INEOS O&P Europe[8].

- PCAS - PMI de la chimie fine, PCAS, racheté à Akzo par Dynaction en 1992, s'associe en 1996 avec Elf-Atochem pour créer une filiale commune, SBS - Société Béarnaise de Synthèse, dont PCAS sera majoritaire, pour produire de l'acroléine dont les dérivés sont des produits très réactifs destinés à la pharmacie, la parfumerie, la photographie, les polymères, l'agrochimie ou les adhésifs. La société sera vendue à DRT le 20 mars 2013.

Le groupe français a aussi implanté des joint-ventures à l'étranger : 
- Chine : 1re J.V. en 1994, avec des usines à Pékin, Nankin, Kunming et Hong Kong pour la production d'engrais et pesticides, d'additifs pour plastics automobiles, fibres synthétiques et de produits chimiques pour le traitement électrolytique des métaux. En 1997, Elf-Atochem signe une nouvelle J-V à Wuhan[9]. En 1999, le groupe français obtient un prêt de

24 millions US$ de la Shanghai Pudong Development Bank (SPDB) pour achever la construction d'une usine de peroxyde d'hydrogène (eau oxygénée) en joint-venture avec Shanghai Pacific Chemical.
- États-Unis : En 1991, la filiale américaine d'Atochem a créé une société en joint-venture avec Engelhard Corporation (en), spécialisée dans les produits pour revêtements métalliques de surface. Leurs 2 filiales, M&T Chemicals (Atochem) et Harshaw Metal Finishing (Engelhard Corporation) fondent la société M&T Harshaw, détenue à 60% par Atochem et à 40% par Engelhard avec plus de 700 salariés dans le monde et 200 millions US$ de chiffre d'affaires. Les revêtements à base de métaux précieux reste dans le giron d'Engelhard, la spécialité de l'américain avec 2,4 Mds US$ de chiffre d'affaires[11]. Engelhard Corporation a vendu ses parts en 1994.

Quatre ans après la création d' Atofina, issue de la fusion des activités chimiques de TotalFina et d'Elf Aquitaine, le groupe pétrolier TotalFinaElf réorganise ses activités dans le secteur de la chimie. Après avoir vendu en 2003 son activité bromes et dérivés, destinés à la pharmacie, l'agrochimie et à la fabrication des encres, vernis et arômes, à la société américaine Albemarle Inc., en 2004, TotalFinaElf abandonne les cessions par "appartements", en raison de la conjoncture défavorable, mais décide de créer une nouvelle entité, CIP, regroupant les actifs du groupe dans les domaines de la chlorochimie, des intermédiaires et des produits de performance, avec pour objectif de « réduire à terme le poids de la chimie dans le groupe », selon Thierry Desmarest, son président. Atofina cède, entre 2000 et 2004, différentes activités équivalant à un chiffre d'affaires d'environ 2,5 milliards d'€uros.
Le 1er octobre 2004, conformément à la décision annoncée le 19 février 2004, de réorganisation de sa filiale Atofina, la branche chimie du groupe pétrolier TotalFinaElf, est renommée ARKEMA S.A.. TotalFinaElf s'en sépare le 18 mai 2006 par une introduction à la Bourse de Paris.

## Controverses et condamnations

### Ententes illicites
Le groupe Elf-Atochem a été impliqué dans différentes procédures aux États-Unis et en Europe concernant la violation des règles du droit de la concurrence en matière d'ententes pour des pratiques mises en oeuvre par les sociétés Elf-Atochem et Atofina.
En juin 2006, le groupe Total est condamné par la Commission européenne à une amende de 219 millions d'euros, pour entente illicite sur le prix du verre acrylique par sa filiale Atofina (renommée Arkema en 2006) entre 1997 et 2002. Le groupe engage un recours auprès de la Cour de justice, qui tient compte du fait qu'Atofina est devenue Arkema, entreprise juridiquement autonome. Le montant de l'amende est recalculé en fonction du chiffre d'affaires de cette dernière. Arkema est ainsi condamnée à une amende de 113 millions d'€uros pour le compte d'Atofina.
En juillet 2011, la Cour de justice de l'Union européenne confirme une autre amende d'un montant de 78,66 millions d'€uros prononcée par la Commission européenne à l'encontre de Total et d'Arkema. Les deux groupes avaient constitué une entente illicite sur le marché de la chimie, entre 1995 et décembre 2000, à l'époque Total et Atofina.
En mars 2012, la société Arkema est condamnée, avec sept autres producteurs de chlorate de sodium, pour entente illicite sur les prix et les quantités entre 1994 et 2000, (à l'époque Elf-Atochem). Le montant de son amende est majoré de 90 % car c'est la quatrième fois que la filiale du groupe Total-Elf est condamnée pour des pratiques anticoncurrentielles. La commissaire européenne à la concurrence Neelie Kroes a déclaré : « Ces entreprises doivent apprendre à leurs dépens que la Commission infligera des amendes élevées chaque fois qu'elles abuseront leurs clients, et, en fin de compte, des consommateurs, en constituant une entente. ».